# Павлов Дмитро Миколайович
Дмитро́ Микола́йович Па́влов (нар. 23 лютого 1983, Дніпродзержинськ, Дніпропетровська область) — український політик і політолог, голова Павлоградської районної ради, доктор політичних наук, віце-президент Української асоціації районних та обласних рад, дійсний член (академік) Академії політико-правових наук України.

## Біографія
Народився 23 лютого 1983 року у місті Дніпродзержинську.
Закінчив Національну металургійну академію України (магістр економіки і підприємництва, 2005 р.).
Закінчив Дніпропетровський регіональний інститут державного управління Національної академії державного управління при Президентові України (магістр державного управління, 2011 р.).
Захистив кандидатську дисертацію на тему «Наука та освіта в умовах ринкового суспільства: соціально-філософський аналіз» (2011 р.).
У 2015 році присуджене вчене звання доцента кафедри філософії та політології.
У 2019 році захистив докторську дисертацію на тему «Теоретико-методологічні виміри політичної пропаганди» за спеціальністю 23.00.01 — теорія та історія політичної науки.
2010—2020 роки працював заступником директора, директором Комунального закладу «Дніпропетровський центр соціально-психологічної допомоги» Дніпропетровської обласної ради.
1 грудня 2020 року обрано головою Павлоградської районної ради VIII скликання.
28 вересня 2023 року обрано віце-президентом Всеукраїнської асоціації органів місцевого самоврядування «Українська асоціація районних та обласних рад».
Закінчив навчальну програму Української школи політичних студій (2008 р.), був учасником Summer University for Democracy of the Schools of Political Studies of the Council of Europe (Strasbourg) та програми Державного департаменту США «International Visitor Leadership Program».[відсутнє в джерелі]

## Громадська діяльність
- Член правління ГО «Дніпропетровський міський комітет молодіжних організацій» (1999—2000 рр.);[джерело не вказане 1656 днів]
- Голова Ради студентів Національної металургійної академії України (2001—2004 рр.) [Архівовано 7 грудня 2020 у Wayback Machine.] ;
- Очолював ряд обласних молодіжних громадських організацій, зокрема ДОМО ВМГО «Союз молоді регіонів України» (2003—2013 рр.);[джерело не вказане 1656 днів]
- Заступник голови обласної дитячої громадської організації "Асоціація дніпровських скаутів «Скіф» (з 2017 р.);[джерело не вказане 1656 днів]
- Координатор проектів ГО "Об'єднання містян «МИ-ПАВЛОГРАДЦІ» (з 2019 р.);[джерело не вказане 1656 днів]

## Державна служба та політична діяльність
- Начальник управління у справах сім'ї та молоді Дніпропетровської обласної державної адміністрації (2004—2005 рр.);[джерело не вказане 1656 днів]
- Перший заступник начальника управління з питань молоді та спорту Дніпропетровської обласної державної адміністрації (2007—2009 рр.);[джерело не вказане 1656 днів]
- Депутат Дніпропетровської обласної ради V скликання, голова постійної комісії ради з питань науки, освіти, сім'ї та молоді (2006—2010 рр.);
- Позаштатний радник на громадських засадах голови Дніпропетровської обласної ради VI скликання (2010—2015 рр.);[джерело не вказане 1656 днів]
- Позаштатний радник на громадських засадах Павлоградського міського голови (2019—2020 рр.).[джерело не вказане 1656 днів]

## Основні праці
Автор понад 50 публікацій, присвячених теорії та історії політичної пропаганди, різноманітним аспектам освітньої політики, в тому числі наукової монографії «Політична пропаганда: теорія та практика» (2018 р.), є співавтором навчального посібника «Політологія» (НМетАУ, 2013 р.), автором ряду навчально-методичних матеріалів.

## Відзнаки
- Нагороджений грамотою Верховної Ради України (2005 р.);[джерело не вказане 1656 днів]
- Лауреат премії Кабінету Міністрів України за особистий внесок молоді у розбудову України (2007 р.)[8];
- Лауреат премії Верховної Ради України за внесок молоді у розвиток парламентаризму та місцевого самоврядування (2010 р.)[9];
- Має подяки та грамоти Державного комітету України у справах сім'ї та молоді, Міністерства освіти та науки України, Міністерства праці та соціальної політики України (2004—2020 рр.);[джерело не вказане 1656 днів]
- Нагороджений Нагрудний знак МОН України «Відмінник освіти» (2022 р.);
- Нагороджений Почесна грамота Верховної Ради України (2024 р.)[10]